# ジェノサイバー
『ジェノサイバー 虚界の魔獣』（ジェノサイバー きょかいのまじゅう/Genocyber）は、1994年に発売されたOVA。1991年から1992年にかけて制作され、当初は1993年に発売予定だったが、諸事情によって国内販売が棚上げになったという経緯を持つ。アメリカでは、過激な残酷描写が話題を呼んだ。登場人物の関係や世界観の設定など説明不足な点が多く見られるが、セル画によるアニメーションのクオリティはかなり高い。VHS全3巻（全5話収録）で構成されている。

## ストーリー
双子の姉妹エレインとダイアナは、生まれながらにして生体エネルギー“ヴァジュラ”の力を秘めていた。2人の精神が融合する時、超生命体“ジェノサイバー”が誕生した。いま、ジェノサイバーと人類との半世紀にわたる戦いが始まる。

## 登場キャラクター

### 主人公
エレイン・リード
声 - 平松晶子
本作の主人公。モルガン博士の娘。生まれながらにして「ヴァジュラ」という未知の力を持つ。その反面、知能に問題があり、言葉を話すことが出来ない。
ダイアナ・リード
声 - 平松晶子
もう1人の主人公。エレインとは双子の姉妹だが、生まれつき運動機能に障害があり、それを補うため首から下はサイボーグの身体となっている。

### 第1話「ジェノサイバー誕生」
ケネス・リード
声 - 加藤精三
九竜科学院の院長。元モルガン博士の助手。彼の死後、エレインとダイアナを引き取り育てた。
実際は九竜グループと手を組み、爆発事故に見せかけてモルガン博士を謀殺した張本人。また、エレインに関わった病院の医師や看護婦、患者達を手下を用いて無差別に殺害するかなり残虐な人物。
エレインとダイアナを実験体に超能力実験を続けていたが、九竜グループ会長の許可を得ていなかったため、天知たちに身柄を拘束される。その後、ダイアナがエレインを殺したことで発狂してしまう。最期はジェノサイバーが誕生する場面を見届けながら、融合時に発生したエネルギー波で爆散した。
ラット
声 - 嶋村薫
スラム街の浮浪児。ケネスの元から逃げ出したエレインと親しくなる。しかし、天知達に誘拐されたうえ、その後の戦いに巻き込まれ死亡する。ラットの死を目のあたりにしたエレインは、悲しみのあまり香港の都市ごと消し飛ばした。
天知
声 - 篠原恵美
九竜グループの刺客。リーダー格の女サイボーグ。他の2人と同じくエレインを捜索を命じられている。
実態は異形の姿をしたロボットで、ジェノサイバーと交戦時に変身。全く歯が立たず、首を引き抜かれた上に胴体を真っ二つに引き裂かれ死亡。
若山
声 - 若本規夫
九竜グループの刺客。ゴーグルを着けたサイボーグ。他の2人と同じくエレインを捜索を命じられている。
実態は大型のロボットで、走行中の電車を真正面から受け止めて急停止させるほどのパワーを持つ。天知と共にジェノサイバーに挑むが、付近を飛行していたジェット機に激突させられ死亡。
勝
声 - 桜井敏治
九竜グループの刺客。眼鏡をかけた肥満体のサイボーグ。他の2人と同じくエレインを捜索を命じられている。
地下鉄にてエレインを確保した際に超能力で精神を破壊され、自らの脳を抉り取って死亡した。
デビイ
声 - 納谷六朗
敏腕刑事。モルガンが死亡した爆発事故や彼の研究していた戦略超兵器の研究を追っている。
地下鉄事故で病院に運び込まれたエレインを利用し、九竜グループを糾弾しようと目論んでいた。しかし、病院を襲撃したケネスの手下達によって生きたまま解剖され死亡。
スライ
声 - 森川智之
不良グループのリーダーの少年。ラットを利用して金を稼いでいた。
エレインとラットが居た所に現れてレイプ目的でエレインを襲ったが、彼女を探していたダイアナによって頭部を粉砕され死亡。
グエン・モルガン
声 - 星野充昭
エレインとダイアナの実父。九竜グループと手を組んだケネスに殺され、劇中ではすでに故人。
役不明またはその他
声 - 上田敏也、梅津秀行、柴本浩行、弘中くみ子、菊池いづみ

### 第2話「対決！ヴァジュラノイド」
マイラ
声 - 勝生真沙子
アメリカ海軍空母「アレキサンドリア」の医師。エレインを死別した娘のローラと重ね合わせ偏愛する。
サコミズ
声 - 関俊彦
九竜グループの研究者で、ヴァジュラノイド開発の最高責任者。
艦長
声 - 江原正士
「アレキサンドリア」の艦長。暴走したヴァジュラノイドに取り込まれ死亡。
副長
声 - 小室正幸
「アレキサンドリア」の副長。暴走したヴァジュラノイドに取り込まれ死亡。
神父
声 - 八木光生
「アレキサンドリア」の神父。暴走したヴァジュラノイドに取り込まれ死亡。
国防総省長官
声 - 石森達幸

ジム・ケリー中将
声 - 西村知道

エリス
声 - 高木渉
「アレキサンドリア」の戦闘機パイロット。甲板で拳銃自殺をする。
ローラ
声 - 寺下由紀子
マイラの娘。故人。
役不明またはその他
声 - 宇垣秀成、三木眞一郎、鈴木琢磨

### 第3話「アークド・グランの神話」
九竜会長
声 - 大木民夫
九竜グループの総帥。
リュウ
声 - 辻谷耕史
旅人の青年。
メル
声 - 西原久美子
リュウの恋人。
グリムソン
声 - 曽我部和恭
アークド・グランの市長。
ラドネック
声 - 千葉繁
アークド・グランの治安局局長。
導師
声 - 大友龍三郎
地下の教会で布教活動を行なっている老人。
ロコ
声 - 安達忍

役不明またはその他
声 - 梁田清之、宇垣秀成、三木眞一郎、菊地貴子

## スタッフ
- 製作：鵜之澤伸
- 企画：渡辺繁、鈴木敏充
- プロデューサー：高梨実、荒牧伸志
- 原作：アートミック
- 監督：大畑晃一
- 脚本：會川昇、有井絵武、大畑晃一
- プロダクションデザイン：山根公利、荒牧伸志、原田吉朗、福地仁、大畑晃一
- ビジュアルコンセプト・コミカライゼーション・オリジナルイメージキャラクター：トニーたけざき
- キャラクターデザイン：山形厚史
- 作画監督：青野厚司[1]、今泉賢一[2]、柳下雅司[3]、山形厚史[4・5]
- 演出：越智浩仁[1]、阿部雅司・渡辺慎一[2・3]、西山明樹彦[4・5]
- メカ作監：金子秀一
- 美術監督：神山健治
- 音響監督：松岡祐紀
- 音楽：中沢武仁、籠島裕昌
- 制作：ARTMIC
- 制作協力：アートランド
- 製作：バンダイビジュアル

## 映像商品
- VHS
  - ジェノサイバー 虚界の魔獣 ①「ジェノサイバー誕生」 1994年5月24日発売 46分収録 NRS-2044
  - ジェノサイバー 虚界の魔獣 ②「対決！ヴァジュラノイド」前編・後編 1994年6月22日発売 48分収録 NRS-2045
  - ジェノサイバー 虚界の魔獣 ③「アークド・グランの神話」前編・後編 1994年7月21日発売 57分収録 NRS-2046
- DVD
  - 日本では未発売。北米ではUS Manga Corpsより発売された[2]。
- 動画配信
  - バンダイチャンネルおよび、Amazon Prime VideoよりWEB配信されている。有料[1][3]。

## 音楽CD
- ジェノサイバー 虚界の魔獣 オリジナル·サウンドトラックI 1994年5月21日発売 APCM-5034

1. Fairy Dreamin'(歌：清水サユリ) [3:45]
2. ヴァジュラ~虚界からの風~ [5:05]
3. PSYCO SHOCK [3:15]
4. TWINS~エレインとダイアナ~ [3:40]
5. 出会い [4:15]
6. 惨劇 [3:50]
7. 急襲 [4:09]
8. 覚醒 [3:22]
9. 融合 [5:11]
10. GENOCIDE [4:24]
11. GENO-CYBER [4:40]
12. ここで立ち止まってるよりも(歌：清水サユリ) [4:42]

- ジェノサイバー 虚界の魔獣 オリジナル·サウンドトラックII 1994年7月21日発売 APCM-5038

1. アレキサンドリア [5:05]
2. ヴァジュラノイド [3:17]
3. アークド・グラン・シティ [5:42]
4. 幻影~リュウとメル~ [2:22]
5. 饗宴 [1:38]
6. 対決 [2:41]
7. 神話 [2:52]
8. あなたに逢いに行くから(歌：伊藤真美) [4:36]
9. ここで立ち止まってるよりも(オリジナル・カラオケ) [4:43]
10. Fairy Dreamin'(オリジナル・カラオケ) [3:35]

## コミックス
ジェノサイバー 1
著 - トニーたけざき / 発売 - 1993年4月 / 刊行 - 白夜コミックス / ISBN 4893673246
OVAとは設定や人物の一部が共通しているが、それ以外はトニーたけざきのオリジナル作品。白夜書房の『コミック ノヴァ』に連載された。同誌休刊後、書き下ろしを加えてコミックスとして第1巻が刊行されたが、未完。